# Neodryinus typhlocybae
Neodryinus typhlocybae (лат.) — вид мелких ос-дриинид рода Neodryinus из подсемейства Gonatopodinae (Dryinidae). Вид происходит из Неарктики (Канада и США). Завезён в Европу, где используется для борьбы с белой цикадкой, опасным инвазивным вредителем лесных и сельскохозяйсвтенных культур.

## Биология
Эктопаразит на личинках цикадовых, включая белую цикадку (Metcalfa pruinosa). Самка осы предварительно парализует жертву и откладывает на грудной сегмент своё яйцо. Все известные хозяева N. typhlocybae относятся к подсемейству цикадовых Flatinae (Flatidae), к которым, помимо M. pruinosa, относятся Anormenis septentrionalis (Spinola), Flatormenis chloris (Melichar) и Metcalfa regularis (Fowler). Самки N. typhlocybae паразитируют на третьей, четвертой и пятой нимфальных стадиях M. pruinosa, а также питаются нимфами. N. typhlocybae зимует в виде зрелой личинки в шелковистом коконе, обычно закрепленном на нижней стороне листа. Окукливание происходит в конце весны, а взрослые особи появляются в июне, причем последний период более или менее совпадает с появлением четвертой нимфальной стадии хозяина. Яйцо паразитоида вставляется самкой в межсегментную мембрану под мезоторакальной крыловой пластинкой нимфы M. pruinosa. Отродившуюся и развивающуюся бело-желтоватую личинку можно наблюдать с задней частью, частично выступающей из тела хозяина под крыловой пластинкой, образуя тилакиум. Взрослая личинка проникает в тело хозяина, поедает его органы и, наконец, покидает его и готовит беловатый, овальный, двустенный кокон под оболочкой мертвого хозяина. Личинки первого поколения паразитоидов могут либо впадать в диапаузу, либо окукливаться в июле-августе, чтобы дать начало второму поколению в середине лета. Таким образом, N. typhlocybae имеет одно или два поколения в год. Степень бивольтинизма, по-видимому, сильно варьирует в природе, однако точные факторы, определяющие вольтинизм N. typhlocybae, остаются неясными. Тем не менее, обнаружено, что популяция N. typhlocybae техасского происхождения демонстрирует значительно большую склонность к бивольтинизму по сравнению с популяцией коннектикутского происхождения.
Результаты исследования, проведенного в Венгрии в 2015—2018 годах, показали, что, несмотря на отсутствие официальных программ выпуска N. typhlocybae, эта оса получила широкое распространение. Уровень паразитизма варьировал от 0,66 % (в Мартонвасаре, 2016) до 29,65 % (в Капошваре, 2018). Было установлено, что вид развивается в течение одного или двух поколений в год, при этом большая часть изученных популяций является бивольтинными. Полученные данные позволяют предположить, что N. typhlocybae может обеспечить эффективную и экологически безопасную борьбу с белой цикадкой (M. pruinosa) в городской среде обитания. Кроме того, на N. typhlocybae обнаружены гиперпаразитоидные виды наездников Cheiloneurus boldyrevi (Encyrtidae) и Pachyneuron muscarum (Pteromalidae).

## Значение
Оса служит естественным хищником белой цикадки в нативной ареале (в Северной Америке). Цикадка вредит лесному и сельскому хозяйству и поэтому для борьбы с ней оса была завезена в Европу. Осу в 1987 году завезли из США в Италию и она встречается в некоторых странах Европы. Её интродуцировали в Хорватию, Францию, Грецию, Нидерланды, Словению, Испанию и Швейцарию.